# Проценко Олександра Іванівна
Олександра Іванівна Проценко (1932, тепер Чернігівська область — ?) — українська радянська діячка, новатор сільськогосподарського виробництва, доярка колгоспу імені Калініна Ічнянського району Чернігівської області. Депутат Верховної Ради УРСР 6-го скликання.

## Біографія
Народилася у селянській родині.
З 1959 року — доярка колгоспу імені Калініна села Іваниця Ічнянського району Чернігівської області. У 1961 році надоїла по 2700 кілограмів молока від кожної корови, а у 1962 році — по 3887 кілограмів.
Потім — на пенсії.

## Нагороди
- ордени
- медалі